# Gennadij Bessonov
Gennadij Veniaminovič Bessonov (in russo Геннадий Вениаминович Бессонов?; Sidorovo-Kadamovskij, 28 aprile 1954) è un ex sollevatore sovietico campione mondiale ed europeo che ha gareggiato nelle categorie dei pesi massimi leggeri (fino a 82,5 kg.) e dei pesi medio-massimi (fino a 90 kg.).

## Carriera
Gennadij Bessonov cominciò a praticare il sollevamento pesi durante gli anni della scuola superiore e fu inserito nella squadra nazionale sovietica nel 1974.
Nel 1977 venne convocato ai Campionati mondiali ed europei di Stoccarda dove conquistò la medaglia d'oro nella categoria dei pesi massimi leggeri con 352,5 kg. nel totale.
L'anno successivo, dopo essere passato alla categoria superiore dei pesi medio-massimi, vinse la medaglia d'argento ai Campionati mondiali di Gettysburg con 375 kg. nel totale, battuto dal tedesco occidentale Rolf Milser (377,5 kg.).
Nel 1979 Bessonov si lureò per la seconda volta campione mondiale, conquistando la medaglia d'oro ai Campionati mondiali di Salonicco con 380 kg. nel totale, battendo Milser per 2,5 kg.
L'anno seguente ottenne la medaglia di bronzo ai Campionati europei di Belgrado con 382,5 kg. nel totale, ma non riuscì a qualificarsi per le Olimpiadi di Mosca 1980.
Continuò a gareggiare fino al 1983, quando un infortunio pose fine alla sua carriera di sollevatore, durante la quale stabilì tre record mondiali nella categoria dei pesi medio-massimi, di cui uno nella prova di strappo e due nella prova di slancio.
Dopo aver lasciato l'attività agonistica lavorò nel dipartimento di Polizia della città di Šachty e successivamente per il Ministero degli Affari Interni.